# Çan Gençlik Kale Spor Akademi Kulübü
Il Çan Gençlik Kale Spor Akademi Kulübü è una società pallavolistica turca, con sede a Çan: milita nel campionato turco di Sultanlar Ligi.

## Storia
Il Kale 1957 Spor Kulübü viene fondato nel 2017 e nel suo primo anno di attività partecipa alla Bölgesel Lig, il campionato regionale turco, inserito nel girone della provincia di Çanakkale, dove si classifica secondo. Ripescato in Voleybol 2. Ligi, centra immediatamente la promozione in serie cadetta, a cui partecipa nella stagione 2019-20, chiudendo in prima posizione il girone di regular season e quello delle semifinali play-off: in seguito all'interruzione dei campionati a causa della pandemia da COVID-19 in Turchia, viene ripescato in Sultanlar Ligi, dove esordisce nella stagione seguente, con la nuova denominazione Çan Gençlik Kale Spor Akademi Kulübü.

## Rosa 2020-2021
| N° | Nome            | Ruolo | Data di nascita   | Nazionalità sportiva |
| -- | --------------- | ----- | ----------------- | -------------------- |
| 1  | Elif Boran      | O     | 2 ottobre 1992    | Turchia              |
| 2  | Ellen Braga     | S     | 12 giugno 1991    | Brasile              |
| 4  | Işıl Öz         | L     | 12 aprile 1998    | Turchia              |
| 6  | Ceylan Arısan   | C     | 1º gennaio 1994   | Turchia              |
| 7  | Emine Arıcı     | C     | 17 gennaio 1997   | Turchia              |
| 8  | Ana Paula Borgo | O     | 20 ottobre 1993   | Brasile              |
| 9  | Thaís de Souza  | S     | 18 aprile 1988    | Brasile              |
| 11 | Dilan Yaşar     | S     | 16 settembre 1999 | Turchia              |
| 12 | Hande Şimşek    | C     | 4 luglio 1995     | Turchia              |
| 14 | Dilara Bağcı    | L     | 2 febbraio 1994   | Turchia              |
| 16 | Simay Gazi      | P     | 8 febbraio 1998   | Turchia              |
| 17 | Sıla Çalışkan   | P     | 16 dicembre 1996  | Turchia              |

## Denominazioni precedenti
- 2017-2020: Kale 1957 Spor Kulübü